# Parlement van Abchazië

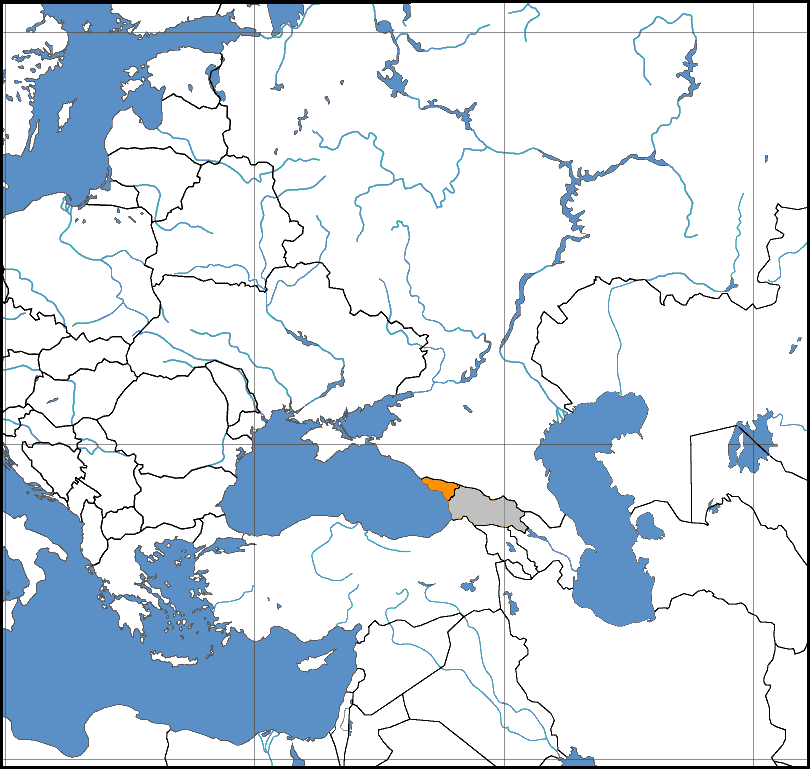
Abchazië (oranje), Georgië (grijs)

De Volksvergadering van de Republiek Abchazië (Abchazisch: Аҧсны жәлар реизара, Russisch: Народное Собрание Республики Абхазия) is het parlement van Abchazië, een autonome republiek binnen het territorium van Georgië maar dat de facto onafhankelijk is. Het gebied telt zo'n 250.000 inwoners.
Het is een eenkamerparlement en telt slechts 35 leden die verkozen zijn voor een legislatuur van vijf jaar. Elke kieskring kiest slechts één vertegenwoordiger; er zijn dus 35 kieskringen.
Van 1996 tot 2001 was de voorzitter Sokrat Jinjolia, van 2002 tot 2012 was dat Nugzar Ashuba en sinds 2012 Valeri Bganba.

## 2007
Samenvatting van de parlementsverkiezingen van 4 maart 2007.
| Partijen         | Partijen                           | Zetels |
| ---------------- | ---------------------------------- | ------ |
| Presidentsgezind | Аиҭаира (Aitaira), Heropleving     | 28     |
| Presidentsgezind | Amtsakhara                         | 28     |
| Presidentsgezind | Verenigd Abchazië                  | 28     |
| Andere           | Forum van Abchazische Volkseenheid | 7      |
| Andere           | Communistische Partij van Abchazië | 7      |
| Andere           | Unie van Russische Burgers         | 7      |
| Totaal           | Totaal                             | 35     |

## 2012
In maart 2012 vonden er nieuwe verkiezingen plaats, de eerste keer na de Russisch-Georgische Oorlog van 2008 waarbij een aantal landen, waaronder Rusland, zowel Zuid-Ossetië als Abchazië erkenden als onafhankelijke staat.
Abchazië: Parlement · 
Albanië: Kuvendi · 
Andorra: Consell General de les Valls · 
Armenië: Azgayin Zhoghov · 
Azerbeidzjan: Milli Məclis · 
België: Federaal Parlement (Senaat en Kamer) · 
Bosnië en Herzegovina: Parlementarna Skupština · 
Bulgarije: Narodno Sobranie · 
Cyprus: Vouli ton Antiprosópon · 
Denemarken: Folketing · 
Duitsland: Bundestag (en Bundesrat) · 
Estland: Riigikogu · 
Finland: Eduskunta · 
Frankrijk: Parlement (Assemblée nationale en Sénat) · 
Georgië: Parlement · 
Griekenland: Vouli · 
Hongarije: Országgyűlés · 
Ierland: Oireachtas (Dáil en Seanad) · 
IJsland: Alþingi · 
Italië: Parlement (Kamer en Senaat) · 
Kazachstan: Parlamenti (Majilis en Senaat) · 
Kosovo: Assemblee · 
Kroatië: Sabor · 
Letland: Saeima · 
Liechtenstein: Landtag · 
Litouwen: Seimas · 
Luxemburg: Chambre · 
Macedonië: Sobranie · 
Malta: Il-Kamra · 
Moldavië: Parlamentul · 
Monaco: Conseil National · 
Montenegro: Skupština · 
Nagorno-Karabach: Azgayin Zhoghov · 
Nederland: Staten-Generaal (Eerste Kamer en Tweede Kamer) · 
Noord-Cyprus: Cumhuriyet Meclisi · 
Noorwegen: Storting · 
Oekraïne: Verchovna Rada · 
Oostenrijk: Nationalrat · 
Polen: Sejm (en Senat) · 
Portugal: Assembleia da Republica · 
Roemenië: Camera Deputaţilor · 
Rusland: Federatieve vergadering (Staatsdoema en Federatieraad) · 
San Marino: Consiglio Grande e Generale · 
Servië: Narodna skupština · 
Slowakije: Národná Rada · 
Slovenië: Državni Zbor en Državni Svet · 
Spanje: Cortes Generales (Senado en Congreso de los Diputados) · 
Transnistrië: Opperste Sovjet · 
Tsjechië: Parlament (Senaat en Kamer van Afgevaardigden) · 
Turkije: Meclis · 
Verenigd Koninkrijk: Parliament (House of Commons en House of Lords) · 
Wit-Rusland: Nationale Vergadering (Huis van Afgevaardigden en Raad van de Republiek) · 
Zuid-Ossetië: Parlement · 
Zweden: Riksdag · 
Zwitserland: Bondsvergadering (Nationale Raad en Kantonsraad)
Cursief: wijst op een niet of slechts deels erkende staat